# Südsauerlandmuseum

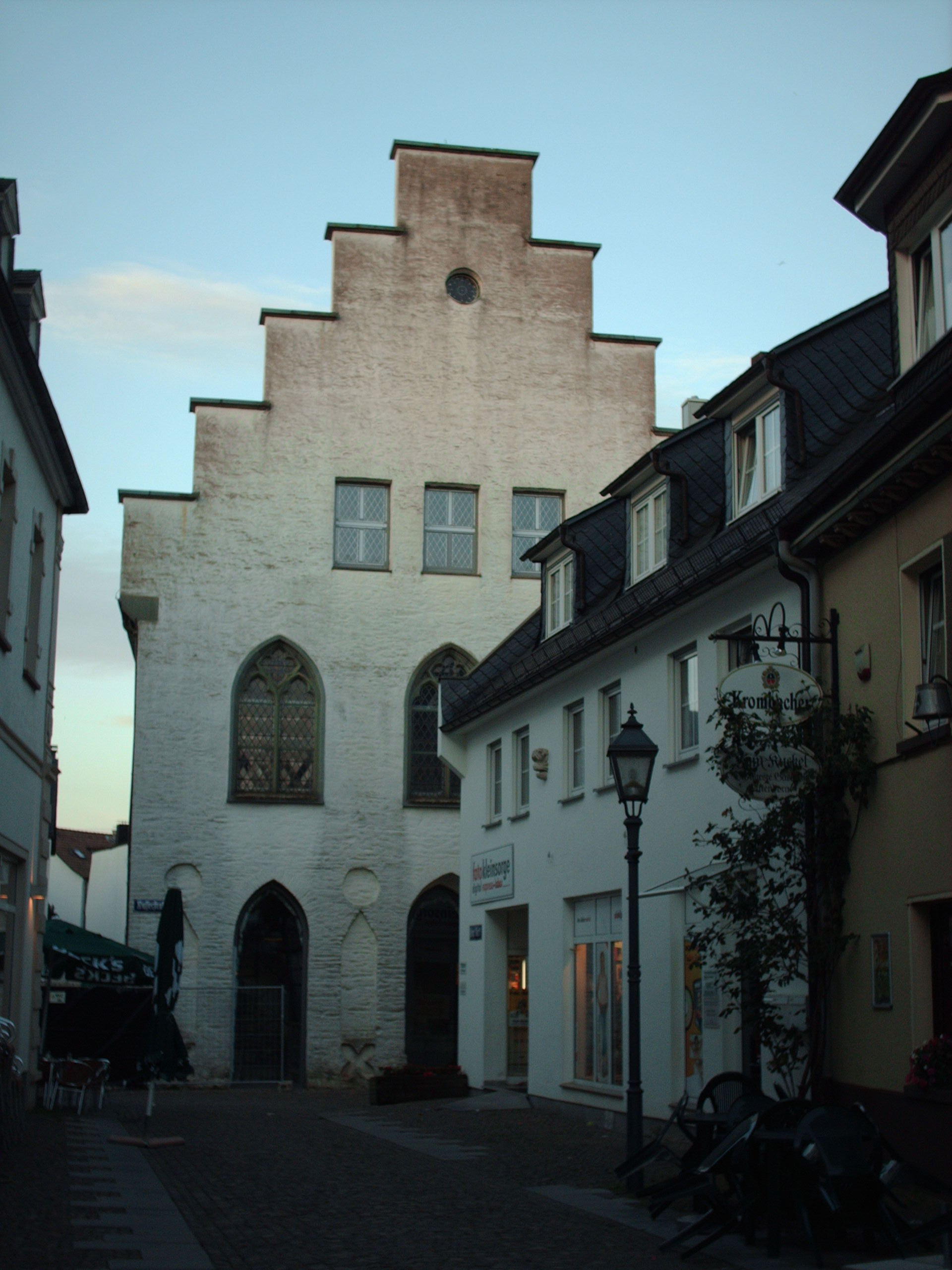
Gebäude des Museums

Das Südsauerlandmuseum ist ein Museum in Attendorn, Nordrhein-Westfalen, das sich mit der Kunst und Kulturgeschichte im Kreis Olpe befasst. Bei seiner Gründung 1898 war es das erste Museum im Kreis Olpe und ist heute eines der ältesten in Westfalen. Untergebracht ist es im Alten Rathaus in der Attendorner Altstadt. Museumsleiterin ist Monika Löcken.

## Geschichte
Der Ursprung des Südsauerlandmuseums liegt in der Sammlungstätigkeit des heutigen Vereins für Orts- und Heimatkunde Attendorn. Nach der Gründung des Museums 1898 waren zunächst Funde aus der Höhlenforschung und der Archäologie, volkskundliche und berufsständische Exponate sowie kirchliche Kunst ausgestellt. 1909 zog die Sammlung in das Alte Rathaus um.
Im Zweiten Weltkrieg ging ein Großteil der Sammlung verloren oder wurde zerstört. Dennoch planten Vertreter des Heimatvereins ab den 1950er Jahren den Neuaufbau des Museums. Nach umfassenden Renovierungen steht seit 1967 das Alte Rathaus im Ganzen für Ausstellungen zur Verfügung.
Das Museum wurde zwischen 2006 und 2008 umgebaut und am 22. Juni 2008 wiedereröffnet. Damit einher ging eine neue Konzeption der Ausstellung.

## Ausstellung
Die Dauerausstellung zur Kultur und Geschichte der Region wird auf elf Themeninseln präsentiert:
- Marktgeschrei über die Stadtgeschichte und Brauchtümer in Attendorn
- Schatzmeister die Entwicklung der Sammlung und des Museums
- Kampfgeist über die Geschichte des Herzogtums Westfalen mit einer umfangreichen Sammlung historischer Karten
- Blaublüter über Adel und Jagd auf dem Gebiet des heutigen Kreis Olpe, unter anderem mit einer besonders umfangreichen und in unberührtem Zustand erhaltenen Jagdtapete aus der Manufaktur in Rixheim
- Bettgeschichten über ländliches Leben und Lieben am Beispiel des Gut Vasbach im Hundemtal, dessen mehr als 170 Bände aus den Jahren 1540 bis 1855 umfassende Bibliothek mit juristischer Literatur, religiöser Erbauungsliteratur und Werken aus der Antike das Museum verwahrt
- Schutzgeister über die Volksfrömmigkeit im südlichen Sauerland
- Exportschlager über die Handelsbeziehungen der heutigen Hansestadt Attendorn
- Abtzeichen über klösterliches Leben auf dem Gebiet des heutigen Kreis Olpe
- Beichtgeheimnis über kirchliche Kunst
- Altlasten über Vorgeschichte und Geologie, insbesondere die Entstehung der Tropfsteinhöhlen in der Region wie der Atta-Höhle
- Kultfiguren mit dem westfälischen Zinnfigurenkabinett, das von dem Pfarrer Adrian Wilfried Müller aus Neu-Listernohl zusammen getragen und seit 1977 in einem Zinnfiguren-Museum im Pfarrhaus gezeigt worden war, bis das Kabinett 1984 in das Südsauerlandmuseum überführt wurde

Darüber hinaus finden im Südsauerlandmuseum regelmäßig wechselnde Sonderausstellungen statt.

## Standort
Das Alte Rathaus der Stadt Attendorn, in dem das Südsauerlandmuseum seit 1909 beheimatet ist, befindet sich zusammen mit der Pfarrkirche St. Johannes in der Mitte der Stadt, traufenständig an der Südseite des Marktplatzes. Das Erdgeschoss war als offene Kaufhalle ausgebildet, im Obergeschoss befand sich ein Saal für Gerichts-, Rats- oder Festveranstaltungen. Die Fassade des Gebäudes ist an der Marktseite und an der Giebelseite durch spitzbogige Arkaden gegliedert. Beide Giebel sind als repräsentative Stufengiebel ausgeformt. Da die mittlere Giebelarkade betont war, kann vermutet werden, dass der Haupteingang des um 1350 errichteten Gebäudes ursprünglich hier gelegen hat.
Durch zahlreiche Stadtbrände entstellt, unterschied sich das Alte Rathaus, zwischenzeitlich unter anderem Sitz des Amtsgerichts, im 19. Jahrhundert nur durch seine Lage und Größe von den umliegenden Bürgerhäusern. In der ersten Hälfte des 20. Jahrhunderts war auch ein Abriss des Bauwerks im Gespräch. Erst mit dem Entschluss, das Gebäude von Grund auf zu sanieren, konnte das prachtvolle Bauprogramm 1967 wieder freigelegt werden.